# Власко-Власов, Константин Александрович
Константин Александрович Власко-Власов (1920—2009) — советский учёный, начальник специального конструкторского бюро, главный конструктор системы Центрального научно-исследовательского института «Комета» (1969—1999), генерал-майор.
Создатель систем противокосмической обороны и системы обнаружения стартов. Участник разработки системы «Око-1».

## Биография
Родился 16 февраля 1920 года в селе Троицком Медынского уезда Калужской губернии.
Юношеские годы Власко-Власова прошли в подмосковном посёлке Томилино. Здесь он окончил 10 классов средней школы. В московском спортивном обществе «Буревестник» в юношеской группе занимался лёгкой атлетикой и волейболом.
В 1938 году поступил в Московское Краснознамённое военное авиационное техническое училище. Через два года он был выпущен из училища в звании воентехника 2 ранга по специальности авиационный радиотехник. Как получившего красный диплом, его оставляют в училище на должности старшего техника-инструктора.
Участник Великой Отечественной войны. В первые же дни войны Власко-Власов был назначен в формировавшийся при ГК НИИ ВВС 1-й штурмовой авиационный полк особого назначения. Полк был укомплектован в основном лётчиками-испытателями и личным составом из служащих ГК НИИ ВВС.
В конце 1943 года его направили на учёбу в Военно-воздушную инженерную академию имени Жуковского. В 1944 году по личной просьбе его переводят слушателем радиофакультета в Ленинградскую военную академию имени Можайского (в то время радиофакультета в Академии имени Жуковского не было).
В 1950 году Власко-Власов окончил академию. Ему было присвоена квалификация радиоинженера ВВС. По распределению он был направлен в Московский военный округ и зачислен в 56-ю Бреславскую бомбардировочную авиадивизию (г. Калинин) на должность инженера по спецоборудованию. Здесь он активно участвует в освоении и войсковых испытаниях вновь созданных штурмовых реактивных бомбардировщиков «Ил-28». В том же году Константин Александрович был откомандирован в промышленность, в Конструкторское бюро № 1. Там в должности старшего инженера он занимался разработкой бортовой радиолокационной станции К-2 (РЛС самолёта «Ту-4») и комплексных вопросов использования новейшей системы реактивного радиотелеуправляемого вооружения «Комета».
Затем Власко-Власов был заместителем главного конструктора системы К-9, а с 1960 года — заместителем главного конструктора системы ИС.
В 1967 году успешно защитил кандидатскую диссертацию. В 1978 году ему присваивается звание генерал-майора авиации.
С 1973 года — главный конструктор системы противокосмической обороны.
С 1982 года — главный конструктор космической системы обнаружения стартов.
До 1999 года был главным конструктором ФГУП ЦНИИ «Комета».
Последние годы работал старшим научным сотрудником ЦНИИ «Комета».
Умер 24 мая 2009 года в Москве, похоронен на Троекуровском кладбище.

### Семья
- Отец — Власко-Власов Александр Васильевич (1893—1969), до 1917 года работал в Санкт-Петербурге на судостроительном заводе слесарем. С 1917 по 1922 год воевал на Дону, был комиссаром 15-й Инзенской стрелковой дивизии. С августа 1941 по 1945 годы — участник Великой Отечественной войны.
- Мать — Власко-Власова Елизавета Михайловна (1887—1952), домашняя хозяйка.
- Жена — Власко-Власова Лидия Николаевна (род. 1922), инженер, ныне на пенсии.
  - Сын — Власко-Власов Виталий Константинович (род. 1947), начальник лаборатории Института физики твёрдого тела РАН, кандидат физико-математических наук.
  - Дочь — Ионова Марина Константиновна (род. 1954), исполнительный директор ФК «Урал-Сиб».
    - Внуки — Ионов Данила Романович (род. 1977), вице-президент юридического департамента в банке «Ренессанс-Капитал»; Власко-Власова Ольга Витальевна (род. 1972), домашняя хозяйка; Власко-Власова Екатерина Витальевна (род. 1982).

## Награды и звания
- Награждён орденами Трудового Красного Знамени, Отечественной войны I степени, 2 орденами Красной Звезды и 23 медалями.
- Кавалер ордена «За заслуги перед Отечеством» IV степени (№ 636 — 1995 год).
- Лауреат Сталинской (1953) и Ленинской премий (1972), а также Государственной премии РФ (1997).
- Почётный член (академик) Академии космонавтики имени К. Э. Циолковского (1994).
- Действительный член Международной академии информатизации (1994).